# Василь (Мендрунь)
Василь Мендрунь ЧСВВ (світське ім'я — Богдан Романович Мендрунь; нар. 7 квітня 1946, Велика Березовиця Тернопільського району Тернопільської області) — український релігійний діяч, поет, бандурист. Священник УГКЦ Чину Святого Василія Великого. Член НСПУ.

## Життєпис
Закінчив Львівське музичне училище, навчався у Львівській консерваторії (виключений за релігійні переконання), закінчив підпільну Духовну семінарію Чину св. Василія Великого.
21 листопада 1967 року склав перші монаші обіти в с. Малехів (нині Жовківського району Львівської області), 13 грудня 1970 — вічні обіти. 21 листопада 1971 року владикою Іваном Слезюком рукопокладений у сан священника (м. Івано-Франківськ); провадив душпастирську працю підпільно. Від 1988 року — протоігумен ЧСВВ в Україні. В 1996—2004роках — магістр новіціяту в Крехівському монастирі св. Миколая, від 1996 року й донині — організатор і регент парафіяльного хору; від 2007 — 3-й Консультор і Адмонітор Протоігумена Провінції Найсвятішого Спасителя в Україні ЧСВВ. 1997 року — організатор літературного гуртка «Крехівські дзвони».
За радянських часів був вчителем музики і співу, не приховував своєї проукраїнської налаштованості, за що й був 1974 року арештований КДБ у Львові.

## Доробок
Автор:
- поетичних збірок:
  - «Побійна гора» — 1998,
  - «Дари всепітої любові»,
  - «Світися долі»,
  - «Римські сонети», 2001,
  - «Серце Мами»,
  - «Нетонучий ковчег. Сонети».
- 5 альбомів пісень, які записані на аудіокасету «До Христа» (2002) та компакт-диск «Дарунок неба» (2004).
- книги для дітей «Святе джерельце» (2006)
- три книги із серії «Молитовні роздуми» (2021)
- вірш «Пратулинські мученики (до Пратулинських мучеників)» покладений на музику Богданом-Юрієм Янівським.

Богдан Мендрунь представлений в антології української релігійної поезії «Слово благовісту» (Львів, 1999).
Написав історичну розвідку «До 145-річчя від дня народження о. Івана Дуцька».